# Сафіє Султан
Сафіє-султан (тур. Safiye Sultan), також відома як Сафіє Рабіа-султан (тур. Safiye Rabia Sultan); бл. 1550— 10 листопада 1619, Османська імперія) — наложниця османського султана Мурада III і мати Мехмеда III. Під час правління Мехмеда носила титул Валіде (мати султана) і була однією з найважливіших фігур в Османській імперії. Одна з представниць періоду Жіночого султанату.

## Біографія
Через політику, що проводиться Сафіє в роки її царювання як валіде, її походження часто пов'язують з походженням її свекрухи венеційки Нурбану-султан; згідно з версією про спорідненість цих двох султан, Сафіє була дочкою Леонардо Баффо — венеційського губернатора Корфу, була захоплена в полон мусульманськими піратами і подарована в султанський гарем в 1562 році. Однак, найімовірніше дівчина була родом з албанського села Рези, що розташовувалось в Дукагінському нагір'ї.
Дівчина була куплена Міхрімах султан, дочкою султана Сулеймана I і Хюррем султан, яка подарувала її в 1563 році своєму племіннику, майбутньому султану Мураду III; на той момент їй було близько 13 років. В гаремі Мурада дівчина отримала ім'я Сафіє і стала наложницею спадкоємця Османського трону. У 1566 році Сафіє народила свого першого сина — майбутнього султана Мехмеда III.

## Фаворитка султана
Аж до сходження Мурада III на престол довгі роки Сафіє залишалася його єдиною наложницею. Нурбану султан радила синові брати інших наложниць для блага династії — у Сафіє було лише два сина. Інші сини, народжені Сафіє, померли в ранньому дитинстві, під час або незабаром після народження. У 1583 році Нурбану звинуватила Сафіє в чаклунстві, яке зробило Мурада імпотентом, нездатним взяти нову наложницю; декількох слуг Сафіє заарештували і катували. Незабаром після цього сестра Мурада, Есмехан султан, подарувала братові двох красивих рабинь, яких він прийняв і зробив своїми наложницями. Протягом наступних кількох років Мурад став батьком двадцяти синів і двадцяти семи дочок.
У венеційських доповідях йдеться про те, що незважаючи на первісну гіркоту через зв'язки Мурада з іншими жінками, Сафіє трималася з гідністю і не показувала ревнощів до наложниць Мурада. Пізніше Сафіє сама купувала красивих рабинь для гарему, чим заслужила подяку султана, який продовжував цінувати її і радитися з нею з політичних питань, особливо після смерті Нурбану. В останні роки життя і правління Мурада Сафіє знову стала його єдиною наложницею і супутницею. За повідомленнями венеційських і англійських послів, незважаючи на вплив, який чиниться Сафіє на султана, Мурад так і не зробив її своєю законною дружиною, хоча історик Мустафа Алі стверджував зворотнє. Існує думка, що вороги його матері відмовили Мурада від укладення шлюбу з Сафіє, оскільки вважали, що в цьому випадку султан не проживе довго, як це було з його батьком.
За повідомленнями послів за 1594 рік, Мурад був незадоволений популярністю свого старшого сина, особливо серед яничарів, які недолюблювали неповороткого в силу величезної огрядності султана, і побоювався, що той скине його з престолу. Відомо, що Сафіє попереджала сина про можливе його вбивство, яке, однак, не відбулося.

## Валіде-султан
Зі смертю Мурада III 1595 року Сафіє стала валіде-султан при синові Мехмедові III; в подальшому Сафіє стала однією з наймогутніших матерів султана в Османській імперії. До смерті Мехмеда III в 1603 році політика країни визначалася партією, яку очолювала Сафіє спільно з Газанфером-агою, главою білих євнухів, і головою Ендеруна.
Ставши валіде, Сафіє отримала величезну владу і великий дохід: у другій половині правління Мехмеда III Сафіє отримувала тільки в якості платні 3000 акче в день; крім того, дохід приносили землі, віддані під потреби валіде-султан. Коли Мехмед III відправився в похід на Угорщину в 1596 році, він дарував своїй матері право управління скарбницею. На час свого правління Сафіє переконала сина призначити на пост великого візира її зятя Ібрагіма-пашу. Призначення зятя на головний пост імперії виявилося не зовсім вдалим: секретар англійського посла писав, що якось з палаці Сафіє "побачила кілька човнів на річці [Босфор], пливли разом. Королева-мати послала слугу з'ясувати, що ж відбувається їй сказали, що візир здійснює правосуддя над блудницями [повіями] ". Незадоволена Сафіє відчитала зятя і повідомила йому, що її син залишив його керувати містом, а не винищувати жінок.
Велику кризу влади як валіде Сафіє зазнала через свою залежність від кіри Есперанси Малхі. Кірами зазвичай ставали жінки не ісламської віри (як правило, єврейки), які виступали в якості бізнес-агента, секретаря і посередника між жінками гарему і зовнішнім світом. У 1600 році сипахи повстали проти матері султана через вплив Есперанси і її сина, які накопичили багатство в розмірі понад 50 мільйонів акче. Сафіє дозволяла своїй кірі наживатися на всьому гаремі і навіть запускати руку в скарбницю; зрештою, Малхі разом з сином було жорстоко вбито сипахами. Мехмед наказав стратити ватажків бунтівників, так як син кіри був радником Сафіє і, таким чином, слугою самого султана. Оскільки солдати могли запідозрити, що валіде має надмірний вплив на султана, Сафіє порадила підписати укази про страту великого візира.
Сафіє зіграла чималу роль у страті її онука Махмуда в 1602 році: саме Сафіє перехопила повідомлення, відправлене матері Махмуда, Халіме Султан, релігійним провидцем, який передбачив, що Мехмед III помре протягом шести місяців і його місце займе старший син. Згідно із записами англійського посла, Махмуд був засмучений тим, "що його батько перебуває під владою старої султанші, його бабусі, і держава валиться, так як вона ніщо не поважає так, як власне бажання отримувати гроші, про що часто журиться його мати [Халіме Султан ] «, яка була» не до душі королеві-матері ". Султан став підозрювати сина в змові і ревнувати до популярності шехзаде і наказав задушити Махмуда.
У грудні 1603 року Мехмед III помер і султаном став його син від Хандан Султан — Ахмед I. Одним з перших його рішень було позбавити влади Сафіє: вона була заслана в Старий палац в січні 1604 року. Після смерті Ахмеда I в 1617 році на троні опинився його брат  Мустафа I, мати якого, Халіме Султан, стала як валіде отримувати 3000 акче в день. У 1618 році Мустафа I був зміщений з трону; Халіме була відправлена в Старий палац, де стала отримувати тільки 2000 акче. У перші місяці перебування Халіме в Старому палаці Сафіє ще була жива і згадувалася в документах про виплату платні в листопаді 1618 року; Сафіє як старша валіде отримувала 3000 акче в день. Оскільки подальших відомостей про життя Сафіє в Старому палаці немає, можна припустити, що померла вона в кінці 1618 — початку 1619 року. Сафіє була похована в мечеті Ая-Софія в тюрбе Мурада III.

### Зовнішня політика
Сафіє, як і її попередниця Нурбану, дотримувалася в основному про-венеційської політики і регулярно клопотала від імені венеційських послів, один з яких, Лоренцо Бернардо, описав її в сенаті як "жінку слова, надійну … і я повідомляю, що лише в ній одній знайшов я істину в Константинополі. Я вважаю цілком розумним зберігати її прихильність до нас, підносячи їй час від часу якісь чарівні штучки, які могли б вселити їй відчуття подяки ".
Сафіє так само підтримувала добрі стосунки з Англією. Вона переконала Мехмеда III взяти з собою в похід в Угорщину англійського посла. Крім того, Сафіє вела особисту переписку з королевою Єлизаветою I і обмінювалася з нею подарунками: так Сафіє отримала портрет англійської королеви в обмін на «два шати з срібної тканини, один пояс з срібної тканини і два носові хустки із золотою окантовкою». У листі від 1599 року Сафіє відповідає на пропозицію Єлизавети про добрі стосунки між імперіями: "Я отримала ваш лист … Дасть Бог, я буду вживати заходів відповідно до того, про що ви написали. [Дасть Бог буду] мати добре серце в цьому плані. Я постійно наставляю мого сина, Падишаха, діяти відповідно до договору. Я не нехтую говорити з ним в такій манері. Дасть Бог, ви не відчуваєте горя в цьому відношенні. Можливо ви теж завжди будете тверді у дружбі. Дасть Бог, наша дружба ніколи не помре. Ви послали мені карету і вона була доставлена. Я приймаю її із задоволенням. І я послала вам халат, пояс, два великих рушники із золотою вишивкою, три носові хустки, і рубінові і перлинні тіари. Сподіваюся, ви пробачете [за нікчемність дарів] ". У критому екіпажі, про яку Сафіє говорить в листі, вона часто виїжджала в місто, чим викликала невдоволення народу: надмірно розкішна карета вважалася неналежна для гаремних жінок. Обмін листами та подарунками між Сафіє і Єлизаветою, на відміну від обміну з метою підтримки дипломатичних, економічних або військових відносин, відбувався з позиції, показує міць султанші і королеви відповідно.
Незвичайним явищем щодо Сафіє до Англії була її прихильність до Пола Піндера, секретаря англійського посла, що доставив Сафіє карету від Єлизавети I. За словами Томаса Даллама, який доставив Мехмеду III орган в подарунок від англійської королеви, "султана дуже подобався містер Піндер і вона послала за ним для особистої зустрічі, але їхня зустріч була припинена ".

### Будівництво
Сафіє також відома тим, що почала будівництво Нової мечеті в Еміньоню в 1597 році. Район Еміньоню був комерційним центром Стамбула, в якому проживали, переважно, євреї. Вибір саме цього району для будівництво великої мечеті був очевидний: Сафіє Султан розраховувала розширити сферу ісламського впливу в межах міста, спекулюючи на зростаючому невдоволенні місцевих і іноземних торговців, яким завдавало шкоди збільшення потужності і впливу їх єврейських колег, що дало Сафіє виправдання для конфіскації майна торговців . Однак збільшення витрат, пов'язаних з будівництвом, викликало різку критику. Зокрема, яничар обурювала зростаюча політична сила валіде султан і вони вірили, що мечеть — непотрібні витрати. Після смерті Мехмеда III в 1603 році Сафіє була відправлена в Старий палац; будівництво мечеті було припинено. У 1660 році площа, де перебувала недобудована мечеть, постраждала від пожежі. Пожежа привернула увагу валіде Турхан Султан і до самої мечеті, будівництво якої за її наказом було завершено в 1665 році.
У 1598 році в Каїрі було відкрито медресе, що носило ім'я Сафіє; також в 1610 році там же була відкрита мечеть Ал-Маліка Сафіє, побудована колишнім рабом Сафіє, Османом-агою, і названої на честь його пані.

## У кіно
- У фільмі «Махпейкер» знятому в 2010 році роль Сафіє виконала актриса Сельда Озер.
- У турецькому історичному телесеріалі «Величне століття» роль молодої Сафіє виконала актриса Гьозде Туркер.
- У турецькому історичному телесеріалі «Величне століття:Нова володарка» роль Сафіє Султан виконала  акторка Гюлья Авшар.